# Daniele Timpano
Daniele Timpano (Roma, 18 maggio 1974) è un drammaturgo, regista e attore teatrale italiano.
Ascritto da alcuni critici alla cosiddetta non-scuola romana, si inserisce secondo alcuni nel filone del teatro di narrazione. Il suo stile e le sue opere sono sovente descritti come anarco-dadaisti. Ha lavorato come attore con Michelangelo Ricci, Francesca Romana Coluzzi, Massimiliano Civica, Renato Sarti e con varie compagnie della scena indipendente romana, mentre come autore è stato finalista del Premio Napoli Drammaturgia in Festival 2001. È tuttavia soprattutto noto per spettacoli da lui stesso scritti e interpretati (tra gli altri Dux in scatola, Ecce Robot!, Risorgimento Pop, Zombitudine, Aldo morto).
Con Elvira Frosini fonda la compagnia Frosini / Timpano nel 2008
I suoi lavori sono stati rappresentati in numerosi teatri, festival, e contesti performativi in Italia e all'estero, tra gli altri: Romaeuropa Festival, Asti Teatro, Teatro della Tosse, Teatro Elfo Puccini di Milano, Short Theatre, Kilowatt Festival, Opera Estate/Festival
B.Motion, Primavera dei Teatri, Pim Off, Teatro Bellini di Napoli, Orestiadi di Gibellina, Teatro Argentina di Roma, Festival Inequilibrio di Castiglioncello, Nottenera, Teatro Civile Festival, Teatro Palladium di Roma, "Face a Face" / Theatre de la Ville di Parigi, Place à l'Art Performance, La Notte Bianca di Roma, La Nuit Blanche di Parigi.

## Biografia
Nato a Roma nel 1974,  nel 1998 esordisce negli ambienti del teatro off in stretta collaborazione con Marco Maurizi che cura le musiche dei suoi primi lavori: si esibisce come voce recitante in Ogni rivoluzione è (?) un lancio di dadi dello stesso Maurizi e, come autore e interprete, in Storie di un Cirano di pezza (1998), Teneramente Tattico (1999), Profondo dispari (2000), Oreste da Euripide (2001). I primi riscontri di pubblico e critica arrivano nel 2004 con Caccia 'l drago, vincitore del premio Le voci dell'anima, in cui viene riletta l'opera di J. R. R. Tolkien "facendo precipitare l'affollato e fantasioso mondo della fiaba in una vuota stanza beckettiana".
Nel 2004 è in scena nello spettacolo Grand Guignol di Massimiliano civica insieme ad Andrea Cosentino, Mirko Feliziani e Antonio Tagliarini, che gira nei maggiori teatri e Festival nazionali (Santarcangelo dei Teatri, Inteatro di Polverigi, Inequilibrio di Castiglioncello) e ottiene ottimi consensi di pubblico e critica.
L'anno successivo è la volta dell'opera di memoria civile Dux in scatola. Autobiografia d'oltretomba di Mussolini Benito, che racconta in prima persona, con un'affabulazione ricca di nonsense e humor nero, la sorte del cadavere del Duce. Finalista al Premio Scenario, dove vince il primo premio della Giuria Ombra, lo spettacolo suscita dibattito e polemiche. Dux in scatola, che è stato pubblicato in volume nel 2006, viene presentato nel corso della stagione 2006-2007 in numerose stagioni e vari festival nazionali ed è tuttora in repertorio a dieci anni di distanza.
Riceve una certa attenzione della critica anche Ecce Robot (2007), liberamente ispirato all'opera dell'autore giapponese di cartoni animati Gō Nagai. Partendo dai suoi personaggi (Jeeg Robot, Mazinga Z e tanti altri), Timpano fornisce una sorta di «autobiografia generazionale». Il testo dello spettacolo è stato pubblicato nel 2008 da Minimum Fax in Senza corpo - vici della nuova scena italiana, a cura di Debora Pietrobono.
Sì l'ammore no (2009), scritto con Elvira Frosini, è stato finalista del Premio Dante Cappelletti alle arti sceniche. Lo spettacolo successivo, Risorgimento Pop (in collaborazione con Marco Andreoli), ha debuttato in prima nazionale al Festival Primavera dei Teatri di Castrovillari il 1º giugno 2009.
Daniele Timpano è stato redattore della rivista online Amnesia Vivace e di Ubu Settete, periodico di critica e cultura teatrale. È stato inoltre tra gli ideatori e organizzatori, insieme a Marco Andreoli, Fabio Massimo Franceschelli, Elvira Frosini, Dario Aggioli, Gabriele Linari, di sei edizioni (dal 2003 al 2007) del Festival  Ubu Settete - fiera di alterità teatrali, e ha coordinato vari laboratori teatrali, letterari e musicali promossi dall'Università La Sapienza.
Ha lavorato per RaiRadio3 nella trasmissione Rombi tuoni scoppi scrosci tonfi boati, realizzata per il centenario del Futurismo italiano, e in "Diari di guerra", serie di letture realizzate per il centenario della Grande Guerra.
Lo spettacolo "Aldo Morto. Tragedia" vince il Premio Rete Critica 2012, premio assegnato dalla critica teatrale del web, che viene associato alla consegna dei Premi Ubu, il più importante riconoscimento per il teatro in Italia.
Per il progetto speciale Aldo morto 54, 54 giorni di reclusione in live streaming in una cella 3x1 appositamente ricostruita in un teatro durante i 54 giorni del Sequestro Moro, realizzato con il Teatro dell'Orologio di Roma in collaborazione con la Fondazione RomaEuropa, ha vinto il Premio Nico Garrone 2013 con la seguente motivazione:
"Il Premio Nico Garrone va al progetto Aldo morto 54 di Daniele Timpano / Teatro dell'Orologio per la prepotente capacità di sapersi reinventare un'azione da teatro politico senza rinunciare a una sua verità profonda di teatro sperimentale e d'avanguardia. Confinandosi in uno spazio scenico grande quanto la cella di Aldo Moro, rapito all'alba del compromesso storico, e restandovi per 54 giorni - tanti quanto la prigionia dello statista democristiano nelle mani delle Brigate Rosse - Timpano rende addirittura fisica la sintonia con la tragica vicenda, punto senza ritorno di una deriva del nostro Paese. E da questa postazione claustrofobica, a metà tra monumento funebre e testamento, ricuce i sensi perduti della storia di ieri accogliendo le testimonianze di coloro che hanno vissuto quei giorni, da ospiti illustri a spettatori comuni. Memorie, a loro volta, consegnate alle generazioni come quella a cui appartiene lo stesso Timpano, per ritrovare un sentiero comune, un'appartenenza. Un teatro dell'essere, ai limiti del sacrificio grotowskiano, capace di suscitare risvegli."
[LA GIURIA: Sandro Avanzo, Rossella Battisti, Anna Giannelli, Enrico Marcotti, Valeria Ottolenghi - A.N.C.T. - Associazione Nazionale dei Critici di Teatro]
Tre suoi testi, Dux in scatola, Risorgimento pop, Aldo morto, sono stati tradotti e presentati a Parigi per “Face à face” 2011 e 2015; insieme compongono una trilogia pubblicata da Titivillus nel 2012 con il titolo “Storia Cadaverica d'Italia”
Con Elvira Frosini fonda la compagnia Frosini / Timpano nel 2008 e mette in scena vari lavori tra cui "Zombitudine" (ed il progetto correlato "Walking Zombi": attraversamenti urbani di zombi cosiddetti "Normali" in diverse città Italiane tra cui Roma, Milano, Genova, Bassano del Grappa, Asti, Parma), "Acqua di colonia" e "Gli sposi - romanian tragedy".
Nel 2014 Rai5 ha realizzato un documentario sul loro lavoro nel ciclo "Roma: la nuova drammaturgia".
Nel 2014 Elvira Frosini e Daniele Timpano hanno partecipato come autori ed interpreti a "Ritratto di una capitale" - spettacolo/progetto speciale del Teatro di Roma al Teatro Argentina a cura di Antonio Calbi e Fabrizio Arcuri.
Nel 2019 il testo Ottantanove di Frosini / Timpano ha ricevuto la menzione speciale "Franco Quadri” nell’ambito del 55º Premio Riccione per il teatro, riservata al testo che meglio coniuga scrittura teatrale e ricerca letteraria. 
Nel 2021 il progetto #Indifferita di Frosini / Timpano vince il Premio Ubu speciale.
Nel 2022 lo spettacolo Ottantanove di Frosini / Timpano vince il Premio Ubu come "Migliore nuovo testo italiano e scrittura drammaturgica"

## Opere
- Storie di un Cirano di Pezza (1998, in collaborazione con Marco Maurizi)
- Teneramente Tattico (1999)
- Profondo Dispari (2000)
- Oreste, da Euripide (2001)
- Per amarti meglio! (2001, solo autore)
- La vita è una fontana che puzza di piedi (2001, solo autore)
- Caccia 'L drago, da J. R. R. Tolkien (2004)
- Gli uccisori del chiaro di luna - cantata non intonata per F. T. Marinetti e V. Majakovskij (2005)
- Dux in scatola. Autobiografia d'oltretomba di Mussolini Benito (2006)
- Ecce robot! Cronaca di un'invasione (2007)
- Negative film #1 - Teneramente Tattico (2009, in collaborazione con Lorenzo Letizia)
- Risorgimento pop - memorie e amnesie conferite ad una gamba (2009, scritto e diretto da D. Timpano e Marco Andreoli, interpretato da D. Timpano e Valerio Malorni)
- Sì l'ammore no (2009, scritto, diretto e interpretato da Daniele Timpano ed Elvira Frosini)
- Aldo morto. Tragedia (2012)
- Zombitudine (2013, scritto, diretto ed interpretato da Daniele Timpano ed Elvira Frosini)
- Alla città morta (2014, scritto con Elvira Frosini all'interno del progetto Ritratto di una capitale di Antonio Calbi, regia di Fabrizio Arcuri)
- Carne (2016, diretto e interpretato da Daniele Timpano ed Elvira Frosini, scritto da Fabio Massimo Franceschelli, musiche di Ivan Talarico)
- Acqua di colonia (2016)
- Gli sposi - romanian tragedy (2018, testo di David Lescot)
- Ottantanove (2021), Premio "Franco Quadri" / Premio Riccione 2019" per la drammaturgia e Premio Ubu 2022 come migliore novità italiana
- Disprezzo della donna. Il futurismo della specie (2022)

## Pubblicazioni di Timpano e studi sul suo teatro
- Elvira Frosini e Daniele Timpano, Zombitudine, Cue Press, 2019
- Daniele Timpano, Aldo morto. Tragedia, Cue press, 2018
- Elvira Frosini e Daniele Timpano, Acqua di colonia, Cue Press, 2016
- Graziano Graziani (a cura di), Storia cadaverica d'Italia - Dux in scatola; Risorgimento Pop; Aldo Morto, Titivillus, 2012.
- Dux in scatola. Autobiografia d'oltretomba di Mussolini Benito, Coniglio Editore, 2006.
- Debora Pietrobono (a cura di), Ecce robot! Cronaca di un'invasione, in Senza corpo - voci dalla nuova scena italiana, Minimum Fax, 2009.
- Operine splendide (Teneramente tattico / Per amarti meglio! / Oreste da Euripide), Edizioni Ubusettete - Drammaturgia abusiva, 2008.
- Marco Trulli (a cura di), Ma figuriamoci se ha senso..., in Morale della favola - raccontare la Resistenza oggi, Purple Press, 2009.
- Francesca Sacco, Provocazione e anarchia (intervista a Daniele Timpano), in "Atti&Sipari", 6, 2010
- Juan Perez Andres, La dramaturgia iconoclasta, cómica, conceptual y poética de Daniele Timpano (intervista a Daniele Timpano), in "Zibaldone", 4, 2016
- Claudio Pirisino, Per chi suona la crisi? Alcune riflessioni sul teatro di Frosini/Timpano, in "Lineaeditoriale", 11, 2019  Archiviato il 2 marzo 2022 in Internet Archive.
- Simone Soriani, La storia impossibile, ovvero l'impossibilità della Storia. Il teatro di Daniele Timpano, in "Sinestesieonline", 33, 2021
- Daniele Timpano, Oreste, da Euripide, Cue Press, 2021

## Premi e riconoscimenti
- Premio "Nico Garrone" / Premio Radicondoli per il teatro 2013 (Per il progetto "Aldo morto 54")
- Premio "Franco Quadri" / Premio Riccione 2019 (per il testo di "Ottantanove", scritto con Elvira Frosini)
- Premio Ubu - Stagione 2020/2021 (Premio speciale per il progetto "In differita")
- Premio Ubu - Stagione 2021/22 (Miglior nuovo testo italiano e scrittura drammaturgica per Ottantanove)[15]